# Notacanthus indicus
Notacanthus indicus är en fiskart som beskrevs av Lloyd, 1909. Notacanthus indicus ingår i släktet Notacanthus, och familjen Notacanthidae. Inga underarter finns listade i Catalogue of Life.